# Lesivka, Bohorodceanî
Lesivka (în ucraineană Лесівка) este un sat în comuna Nîvociîn din raionul Bohorodceanî, regiunea Ivano-Frankivsk, Ucraina.

## Demografie
Componența lingvistică a localității Lesivka
     Ucraineană (100%)
Conform recensământului din 2001, toată populația localității Lesivka era vorbitoare de ucraineană (100%).